# Lignéville
Lignéville és un municipi francès, situat al departament dels Vosges i a la regió del Gran Est. L'any 2007 tenia 295 habitants.

## Demografia

### Població
El 2007 la població de fet de Lignéville era de 295 persones. Hi havia 126 famílies, de les quals 36 eren unipersonals (16 homes vivint sols i 20 dones vivint soles), 47 parelles sense fills i 43 parelles amb fills.
La població ha evolucionat segons el següent gràfic:
Habitants censats

### Habitatges
El 2007 hi havia 141 habitatges, 127 eren l'habitatge principal de la família, 3 eren segones residències i 11 estaven desocupats. 126 eren cases i 14 eren apartaments. Dels 127 habitatges principals, 101 estaven ocupats pels seus propietaris, 22 estaven llogats i ocupats pels llogaters i 4 estaven cedits a títol gratuït; 5 tenien dues cambres, 22 en tenien tres, 20 en tenien quatre i 81 en tenien cinc o més. 89 habitatges disposaven pel capbaix d'una plaça de pàrquing. A 47 habitatges hi havia un automòbil i a 61 n'hi havia dos o més.

### Piràmide de població
La piràmide de població per edats i sexe el 2009 era:
| Homes | Edats   | Dones |
| ----- | ------- | ----- |
| 0     | 95 o +  | 0     |
| 0     | 90 a 94 | 0     |
| 0     | 85 a 89 | 0     |
| 0     | 80 a 84 | 4     |
| 4     | 75 a 79 | 0     |
| 0     | 70 a 74 | 12    |
| 0     | 65 a 69 | 4     |
| 16    | 60 a 64 | 8     |
| 4     | 55 a 59 | 8     |
| 28    | 50 a 54 | 8     |
| 0     | 45 a 49 | 16    |
| 12    | 40 a 44 | 12    |
| 16    | 35 a 39 | 8     |
| 8     | 30 a 34 | 16    |
| 20    | 25 a 29 | 4     |
| 4     | 20 a 24 | 20    |
| 0     | 15 a 19 | 8     |
| 4     | 10 a 14 | 16    |
| 16    | 5 a 9   | 8     |
| 12    | 0 a 4   | 8     |

## Economia
El 2007 la població en edat de treballar era de 207 persones, 168 eren actives i 39 eren inactives. De les 168 persones actives 146 estaven ocupades (87 homes i 59 dones) i 23 estaven aturades (14 homes i 9 dones). De les 39 persones inactives 20 estaven jubilades, 6 estaven estudiant i 13 estaven classificades com a «altres inactius».

### Ingressos
El 2009 a Lignéville hi havia 130 unitats fiscals que integraven 320,5 persones, la mediana anual d'ingressos fiscals per persona era de 19.097 €.

### Activitats econòmiques
Dels 7 establiments que hi havia el 2007, 1 era d'una empresa extractiva, 1 d'una empresa de fabricació de material elèctric, 3 d'empreses de construcció, 1 d'una empresa d'hostatgeria i restauració i 1 d'una empresa de serveis.
Dels 3 establiments de servei als particulars que hi havia el 2009, 1 era un paleta i 2 lampisteries.
L'any 2000 a Lignéville hi havia 10 explotacions agrícoles que ocupaven un total de 972 hectàrees.

## Poblacions més properes
El següent diagrama mostra les poblacions més properes.